# Civiltà occidentale

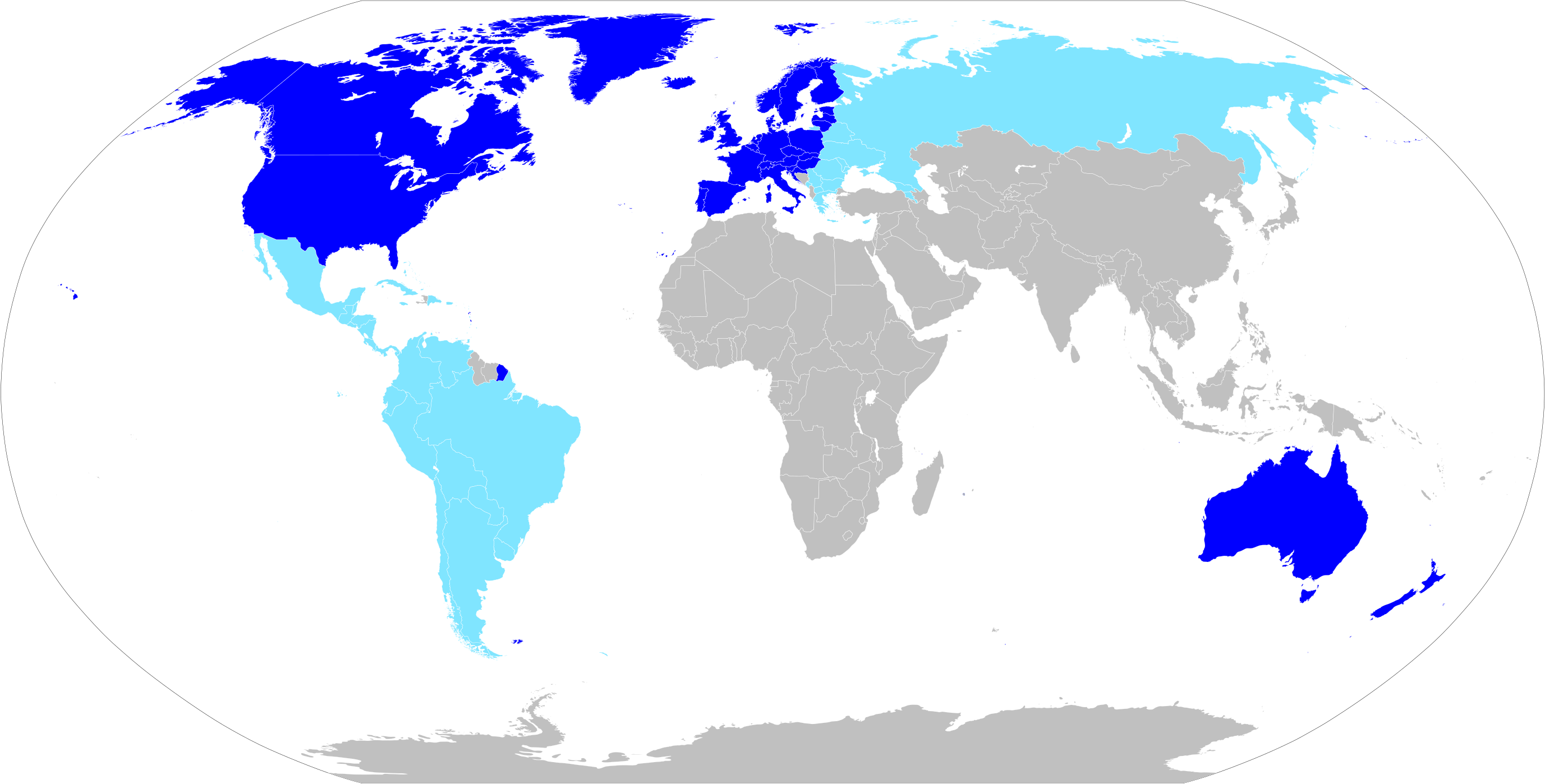
In blu è l'estensione limitata dell'"Occidente" (il Nord America, l'Europa cattolica e protestante, l'Australia e la Nuova Zelanda), come definito da Samuel P. Huntington nel suo libro Lo scontro delle civiltà (1996), ed, in azzurro chiaro, l'Europa ortodossa e l'America Latina. Per Huntington, l'Europa ortodossa è la parte orientale dell'Occidente, mentre l'America Latina faceva parte dell'Occidente o di una civiltà discendente che era gemellata con esso.

Con civiltà occidentale (anche Occidente o società occidentale o mondo occidentale) si intende, a seconda dei periodi storici, la civiltà relativa a un'area geografica e culturale comprendente grosso modo l'Europa e, in senso più esteso, tutti quei Paesi europei ed extraeuropei che presentano tratti culturali, economici, commerciali o politici comuni, riconducibili al mondo e soprattutto ai principi filosofici del mondo greco-romano-cristiano-rinascimentale-illuministico.
Si può dire che la nascita del senso di "Occidente" è determinata dalla contrapposizione con l'Oriente. Già nel mito greco di Belo e dei suoi figli Egitto e Danao si può leggere questo rapporto-scontro che assume dimensioni storiche con Erodoto che evidenzia, per la prima volta nella letteratura storica antica, a proposito delle guerre degli antichi greci contro l'Impero persiano, l'immagine di un "Oriente schiavo" contrapposto ai valori di libertà occidentali dei quali la Grecia si ritiene portatrice.
Le radici della Civiltà occidentale sono da individuare nella cultura minoica e poi micenea, e non devono essere messe in discussione dell'avvento del cristianesimo che prende certamente le mosse dalla cultura semitica, ma per superarla e aprirsi al mondo, come esplicitamente annunciato dal Cristo. Da questo momento l'Occidente è il Cristianesimo, sebbene l'Occidente mantenga origini diverse in cui il Cristianesimo si è integrato per il tramite della cultura romana.

## Storia
Storicamente la contrapposizione andò evolvendosi, rispetto ad un Oriente variamente definito: i greci erano occidentali rispetto a Troia ed ai persiani, i romani rispetto agli egizi, i franchi rispetto ai bizantini, gli europei occidentali rispetto agli slavi posti ad oriente, il cristianesimo rispetto all'Islam, l'occidente basato sull'economia di mercato rispetto all'oriente social-comunista, l'Europa rispetto ad un'Asia per nulla omogenea comprendente culture ortodosse, islamiche, del subcontinente indiano, cinesi, giapponesi.
Agli inizi dell'evo moderno si designava come Oriente il territorio sottoposto nel XVI secolo all'Islam i cui confini erano segnati là dove era arrivata la conquista mongola «lungo la linea ideale che congiunge la foce del Dnestr con il golfo di Riga e che segna i limiti storici della Russia verso ovest. Ad oriente di questa linea non si ebbe poi la feconda esperienza dell'Umanesimo e del Rinascimento, né il travaglio religioso messo in moto dalla Riforma, né il formarsi di una borghesia, così che la diversità culturale rispetto alla restante parte dell'Europa rimase per secoli determinante.»
Il concetto di Occidente, vissuto in contrapposizione al relativo concetto di Oriente, storicamente, si formò definitivamente in coincidenza con la cacciata dei turchi dall'Europa.
Nel corso dell''800, in seguito al Romanticismo, ai risorgimenti nazionali e alla lotta contro l'Impero ottomano, si cominciò ad individuare l'origine lontana della cultura occidentale nella Grecia antica e nella Roma imperiale, ma fu in seguito ai principi illuministici portati dalle truppe e dai governi napoleonici in quasi tutta Europa che i concetti fondanti della civiltà occidentale ebbero una vera diffusione.
Dopo la Seconda Guerra Mondiale, gli Stati Uniti temettero la diffusione del comunismo nel mondo. «Si preoccupavano che l'Europa, con la sua economia e le sue infrastrutture a pezzi, fosse vulnerabile sia ai partiti comunisti interni che all'estero, a causa di un'Unione Sovietica espansionista. Intervenendo per contribuire alla ricostruzione dell'Europa, gli Stati Uniti stavano guadagnando un punto d'appoggio geostrategico alle porte dell'Unione Sovietica per tutta la durata della guerra fredda. Nacque l'idea di un "Occidente" – composto da paesi che condividevano obiettivi e valori di sicurezza».
Da allora e fino al 1989, la contrapposizione fu tra l'Occidente europeo da una parte, basato sull'economia di mercato, sulla democrazia parlamentare e sull'alleanza con il mondo anglosassone (colonie inglesi e USA compresi) e latino-americano, e, dall'altra, l'Oriente europeo e l'Asia orientale (Unione Sovietica e Cina in testa), basato in gran parte su modelli statalisti, fondati sul socialismo comunista. In questo periodo, per "Occidente" si intende l'insieme dei paesi dell'Europa occidentale, gli Stati Uniti d'America e il Canada, più alcuni Paesi extraeuropei che presentano forti affinità con i primi: Australia, Nuova Zelanda e Giappone, sebbene quest'ultimo continui a mantenere ancora numerosi usi tradizionali.
Successivamente al crollo dei regimi comunisti avvenuto nei Paesi dell'Europa orientale, intorno al 1989, anche questi ultimi vengono inclusi nel concetto di Occidente e la definizione di Oriente resta confinata nelle autocrazie del continente asiatico.

## Fattori determinanti
Lo storico Niall Ferguson nel suo libro Civilization. The West and the rest spiega le cause che hanno permesso alla civiltà occidentale di progredire e dominare sul resto del mondo per quasi tutti gli ultimi cinquecento anni. Le fonti principali della sua potenza e della sua ricchezza furono sei forme istituzionali: 
- Competizione politica ed economica (Pluralismo)
- Metodo scientifico
- Stato di diritto (Rule of Law)
- Medicina moderna
- Consumismo (Capitalismo)
- Etica protestante del lavoro

Tra i molti altri elementi che si possono considerare, vi è la nascita e l'utilizzo della stampa.
Secondo lo storico Peter Harrison, l'esistenza di valori occidentali contrapposti a quelli del resto del mondo è relativamente recente e risale al periodo a cavallo tra la prima e la seconda metà del Novecento; invece, l'esistenza di valori giudiaco-cristiani fu ipotizzata per la prima volta dalla Scuola di Tubinga.

## Descrizione

### I due Occidenti
Il termine "Occidente" oggi individua una vasta area politica e culturale che comprende gran parte dell'Europa e delle Americhe ed, in senso più allargato, Stati con caratteristiche simili in Oceania, in Africa e in Asia sudorientale (Australia, Nuova Zelanda, Sudafrica e Filippine). Almeno dal punto di vista economico e sociale, il termine comprende anche paesi asiatici come Giappone, Corea del Sud e Taiwan, che dal 1945 sono fedeli alleati della guida dell'Occidente, identificabile negli Stati Uniti d'America in forza della loro supremazia economica, militare e politica.
In questa visione ciò che accomuna tali Stati è: stato di diritto, riconosciuta tolleranza per le minoranze, parità tra i sessi, liberismo economico e liberalismo politico, talora socialismo democratico, multipartitismo, libertà di espressione, di movimento e di organizzazione sindacale. Per la gran parte, da un punto di vista religioso, prevale nell'area la matrice cristiana. È proprio tale ultimo punto che individua una spaccatura tra i due versanti atlantici dell'Occidente, America ed Europa: se nella prima i principi cristiani e massoni sono parte fondante dello stato, in Europa la divisione tra Stato e religione è essenziale caratteristica per una ottimale laicità, pur essendoci, in alcune nazioni, commistioni fra potere religioso e politico tramite riconoscimenti vari alle confessioni più diffuse (come i Patti Lateranensi in Italia).
Storicamente, questa visione afferma di essere erede della democrazia e del pensiero razionalista nati in alcune parti della Grecia antica e ripresi nel Settecento dall'Illuminismo, dalla Rivoluzione americana e dalla Rivoluzione francese; degli ideali di universalità propri dell'Impero romano e, secondo alcuni, nella visione religiosa monoteistica propria del giudaismo e del cristianesimo, religioni (pur se divise in diverse confessioni) proprie di tutto l'Occidente, alle quali dall'inizio del secondo millennio ha iniziato ad opporsi, culturalmente ed anche militarmente, l'Islam, religione ufficiale di tutto il Nordafrica, dei Paesi arabi del Medio Oriente ed anche di buona parte dell'Asia meridionale.

### Cultura arabofona
Nella cultura arabofona, il termine che designa l'occidente geografico è Maghreb, ma esso si riferisce al solo Nordafrica islamico, arabo e berbero e non ha alcun significato ideologico. Per indicare l'occidente astronomico si usa il termine gharb.
Il contrasto con l'Islam è, quindi, apparso fondamentale per una modernizzazione del concetto di Occidente. Secondo il filosofo Dariush Shayegan, iraniano e islamico, autore del saggio La lumière vient de l'Occident:

## Critiche all'Occidente e al concetto di Occidente
Il concetto di Occidente è stato denunciato come arbitrario ed ideologico, una costruzione storica e sociale priva di un effettivo riscontro reale. L'esempio più noto è forse quello di Edward Said che, nel saggio Orientalismo, descrive fondamentalmente l'Occidente come la creazione di una identità opposta ad un'altra vaga identità orientale, volta a legittimare i domini imperialisti e coloniali.
Per i critici, è una prova di ciò la mancanza di una effettiva unità etnica o culturale del cosiddetto Occidente, l'estrema difficoltà a cogliere gli aspetti accomunanti della composizione della cultura occidentale e la variabilità che nel tempo ha accompagnato la composizione della stessa presunta identità occidentale.
Secondo questa visione, quindi, da un punto di vista politico, l'Occidente è solamente un costrutto volto a diffondere (e difendere) la concezione economica liberista, essendone apparentemente l'unica caratteristica realmente unificante. A riprova di ciò, nazioni distanti geograficamente e culturalmente come il Giappone o la Russia sono state considerate nel tempo appartenenti all'uno o all'altro campo, quello "orientale" o "occidentale", in base alla forma di teoria economica adottata.
Complementare a questa visione è una scuola di pensiero che identifica primariamente l'Occidente come la sfera geopolitica in cui maggiormente marcata è l'influenza politica, militare e strategica degli Stati Uniti, e ritiene l'appartenenza dell'Europa al campo occidentale giustificabile principalmente su questi presupposti e non su un saldo retroterra culturale. "Occidentali" sotto il profilo geopolitico ma non storico, culturale e ideologico sarebbero, in questo contesto, Paesi come Turchia, Ungheria e  Polonia.
All'interno dello stesso Occidente esistono movimenti e pensatori che si autodefiniscono esplicitamente "antioccidentali": accusano l'Occidente di essere una cultura aggressiva e intollerante verso le altre culture, e dannosa verso l'ambiente naturale a causa dell'industrializzazione e del consumismo. Tra i maggiori esponenti di queste correnti di pensiero si segnalano filosofi come Alain de Benoist e il carlista Francisco Elías de Tejada, secondo il quale «i cristiani non possono identificarsi con un’espressione geografica vuota, che rischia di dividere idealmente l’universalità del Cattolicesimo che è fiorito in tutti i continenti», sociologi come Noam Chomsky e storici come Franco Cardini.